# Flughafenallee

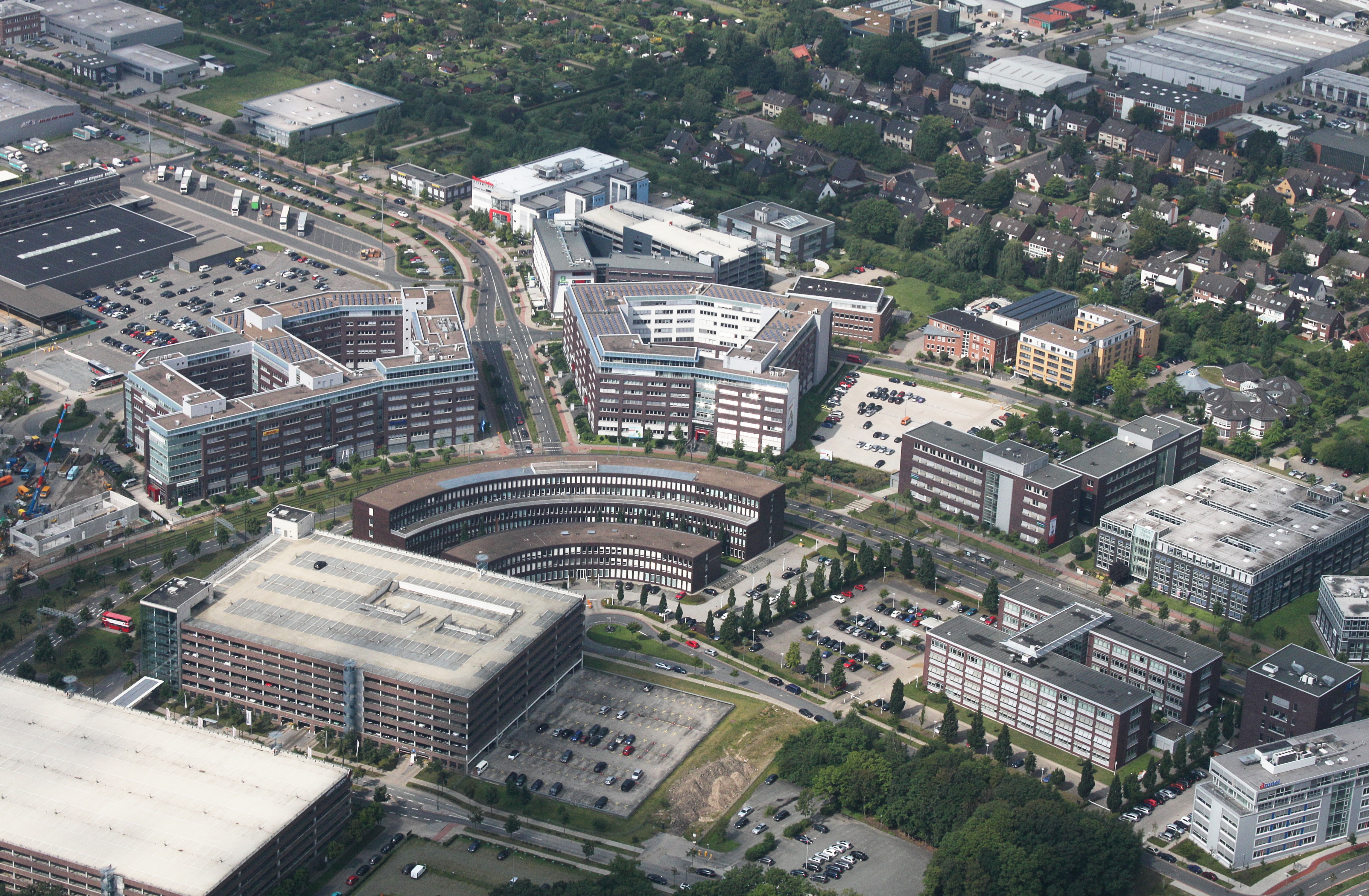
Flughafenallee im Bogen

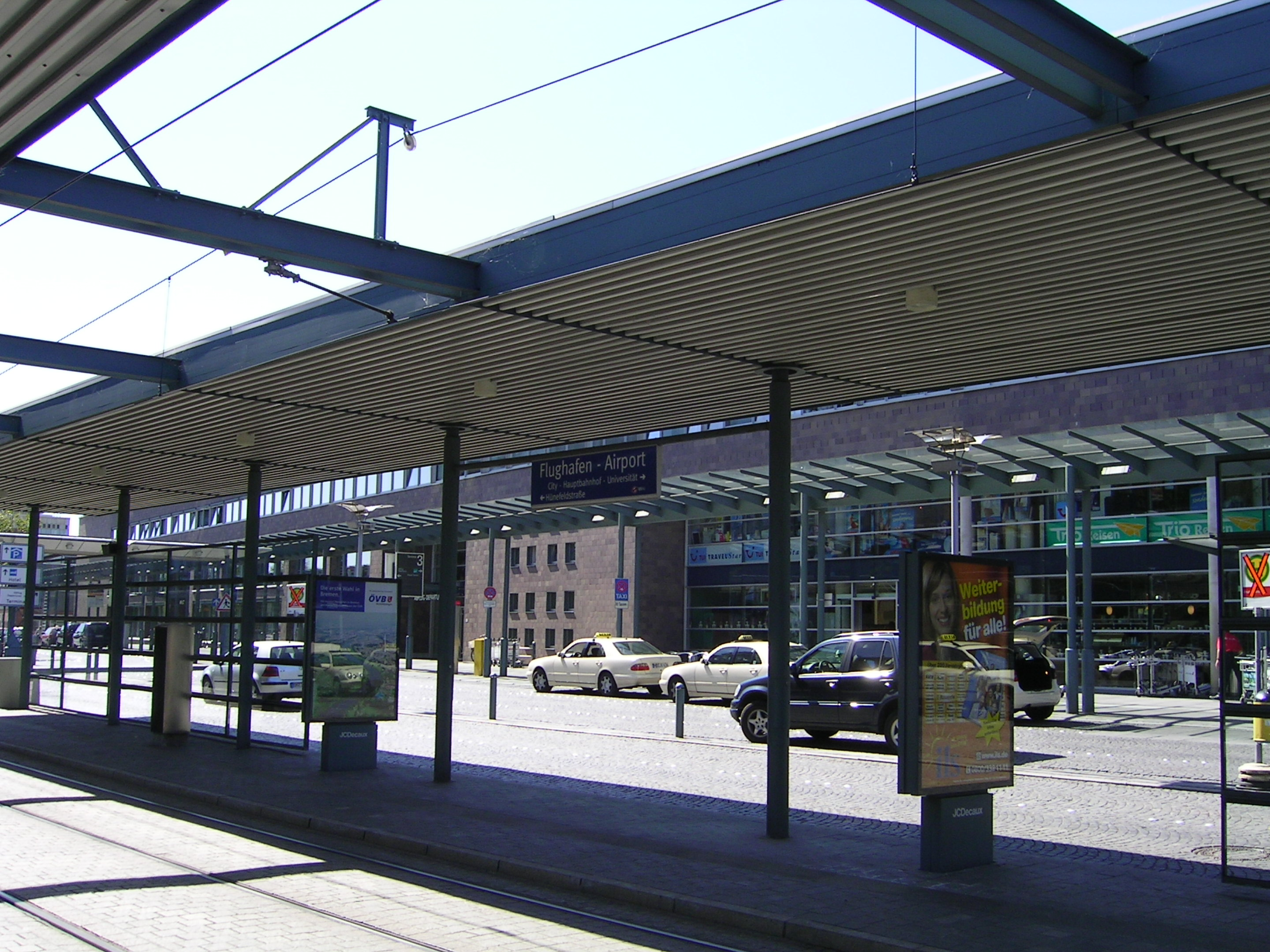
Straßenbahnhaltestelle vor dem Flughafen

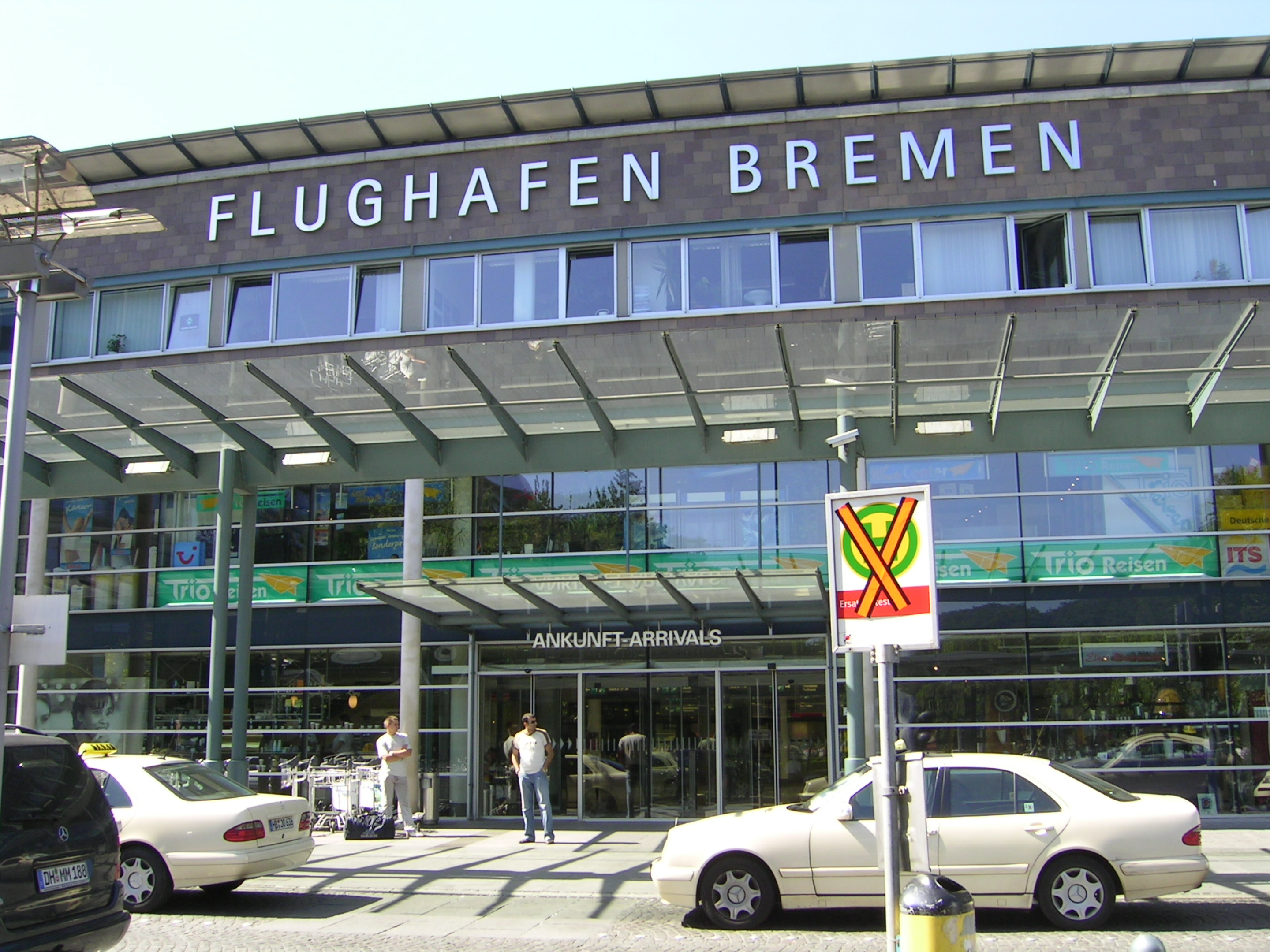
Flughafen Bremen

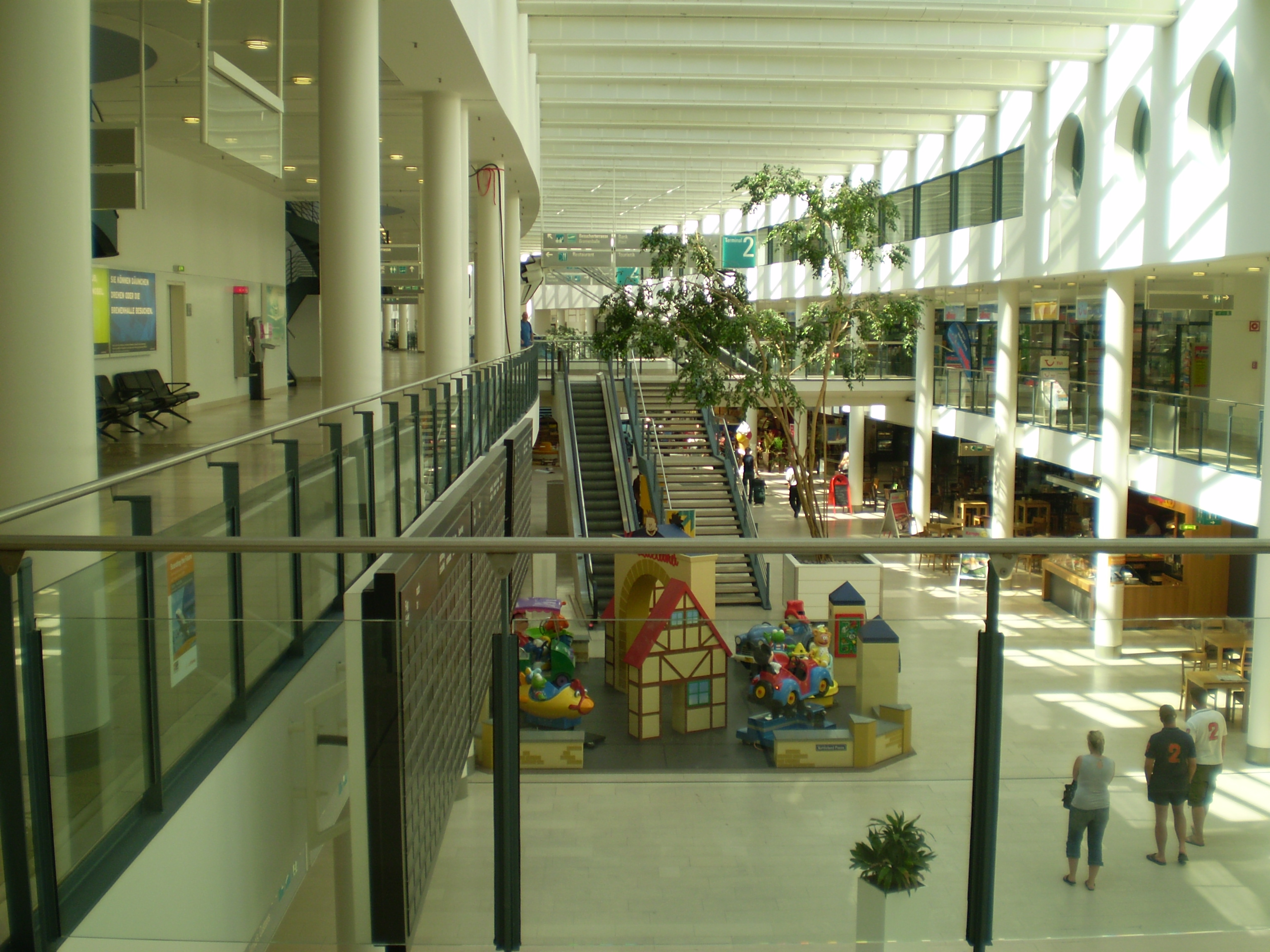
Terminal, innen

Die Flughafenallee ist eine zentrale Erschließungsstraße in Bremen, Stadtteil Neustadt, Ortsteil Neuenland. Sie führt überwiegend in einem Bogen vom Flughafendamm und der Georg-Wulf-Straße bis zum Flughafen Bremen durch das Quartier Flughafen-City (Airport-Stadt).
Die Querstraßen und Anschlussstraßen wurden benannt u. a. als Flughafendamm, Georg-Wulf-Straße 1955 nach dem Flugpionier (1895–1927), Airbus-Allee nach dem auch in Bremen produzierenden Flugzeughersteller, Neuenlander Kämpe nach der Kämpe = Feld im Ortsteil, Hanna-Kunath-Straße 1995 nach der Bremer Pilotin (1909–1994), Henrich-Focke-Straße 1995 nach dem Bremer Flugzeugkonstrukteur und Hubschrauberpionier (1890–1979), Fitzmauricestraße nach dem irischen Pilot und Atlantiküberquerer James Fitzmaurice (1898–1965), Einbahnstraße, Cornelius-Edzard-Straße nach dem Bremer Flugpionier und Flughafendirektor (1898–1962), Hünefeldstraße nach dem Flugpionier und Atlantiküberquerer (1892–1929); ansonsten siehe beim Link zu den Straßen.

## Geschichte

### Name
Die Flughafenallee wurde benannt nach dem Flughafen Bremen.

### Entwicklung
Der 1921 eingemeindete Ortsteil Neuenland ist der Standort des Flughafens Bremen von 1920, um den sich seit den 1970er/1980er Jahren das Quartier Airport entwickelte. Die sogenannte Airport-Stadt auf rund 200 Hektar Fläche ist mit über 500 Unternehmen und 20.000 Beschäftigten einer der wichtigsten Wirtschaftsstandorte in Bremen mit dem Schwerpunkt eines Technologiezentrums. Zu den größeren oder bekannteren Firmen zählen u. a. Airbus und Airbus Defence and Space, Flughafen Bremen GmbH und Bremen-Airport Handling, Lufthansa, BSAG, DRF Luftrettung, Atlas Air Service AG, Briefzentrum Deutsche Post und Hochschule Bremen mit dem Zentrum für Informatik und Medientechnologien (ZIMT).

### Verkehr
Die Straßenbahn Bremen durchfährt mit der Linie 6 (Kulenkampffallee – Flughafen) die Straße.
Im Nahverkehr in Bremen durchfährt die Buslinie 52 (Huchting ↔ Kattenturm) die Straße.

## Gebäude und Anlagen
Die Straße ist mit drei- bis sechsgeschossigen Gebäuden bebaut.
Erwähnenswerte Gebäude und Anlagen
- Nr. 3: 6-gesch. Bürogebäude mit u. a. der Rheinmetall
- Otto-Lilienthal-Straße 15/17: 5-gesch. verklinkertes Bürogebäude
- Nr. 10: Hochschule Bremen mit dem Zentrum für Informatik und Medientechnologien (ZIMT)
- Nr. 11: 7-bis 8-gesch. Bürogebäude mit u. a. der DHL Global
- Fitzmauricestraße Nr. 7: 8-gesch. Hochgarage
- Nr. 20: 5-gesch. Bürogebäude
  - dahinter 7-gesch. Hochgarage
- Henrich-Focke-Straße: 2-gesch. Flughafen-Abfertigungszentrum der Ryan Air
- Nr. 25–29: 1- bis 3-gesch. Gebäude vom Flughafen Bremen (Bremen Airport) von 1991 bis 1998 nach Plänen von Gert Schulze mit u. a. Terminals 1, 2 und 3, mit der Lufthansa und anderen Büros; benannt nach dem Präsidenten des Bremer Senats und Bürgermeister Hans Koschnick (1929–2016)
- Park am Flughafen Bremen
- Nr. 24–28: 5- bis 6-gesch. zweiflügeliges Gebäude mit 8-gesch., 16-eckigem Turm als Airport Center mit u. a. Tagungshotel, SBH Nord und Büros sowie Hochgaragen
- Endhaltestelle der Linie 6
- Flughafendamm 49: 2-gesch. Bürogebäude

Kunstobjekte, Gedenktafeln
- Raumschiff General Spinaxis von 1978 von Panamarenko aus Aluminium in einem Wasserbassin im Flughafenpark
- Albatros von 2009 im Flughafenpark von Kamel Louafi aus Bronze
- Mondglobus Lunaphase im Park

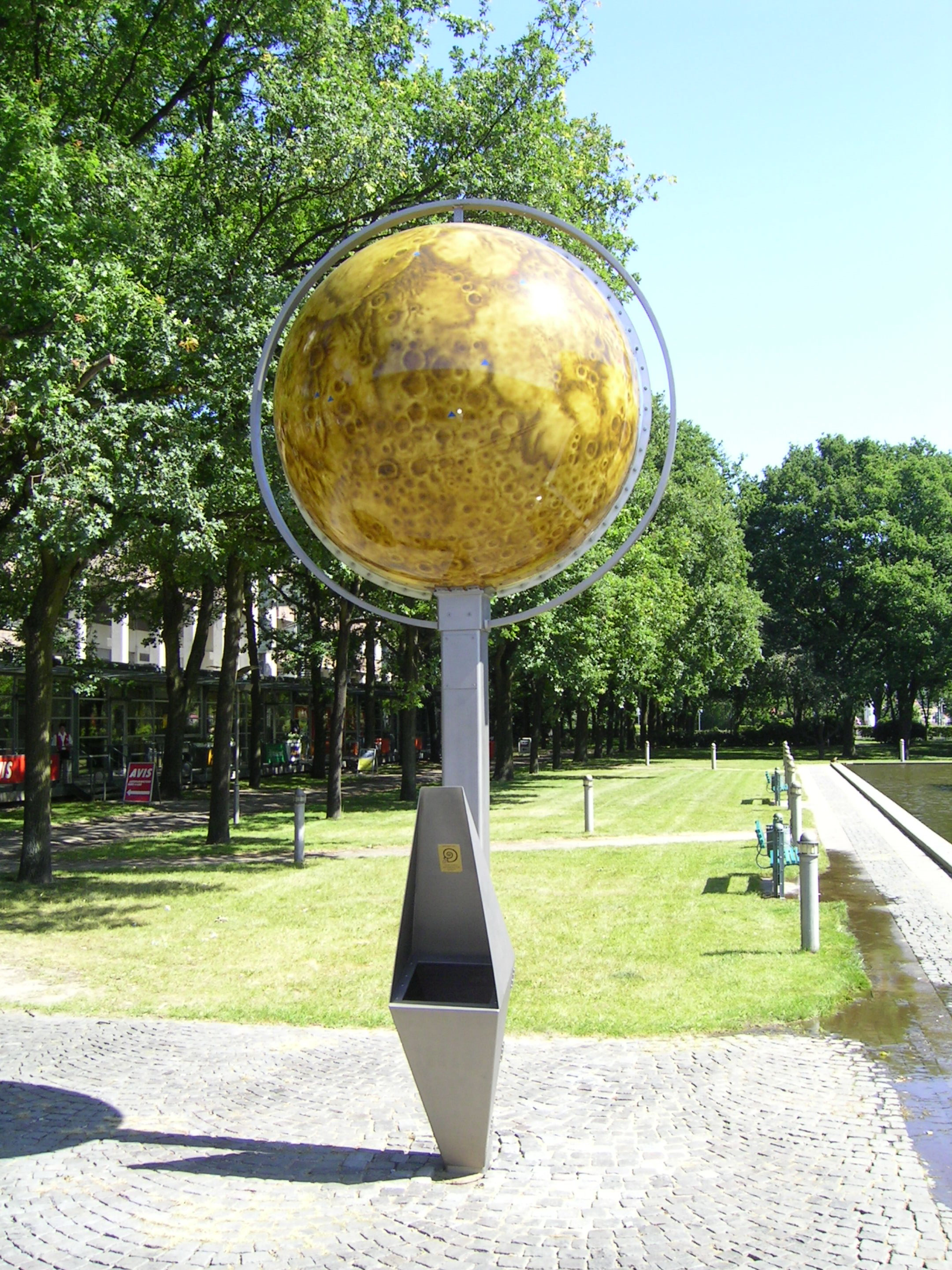
Mondglobus
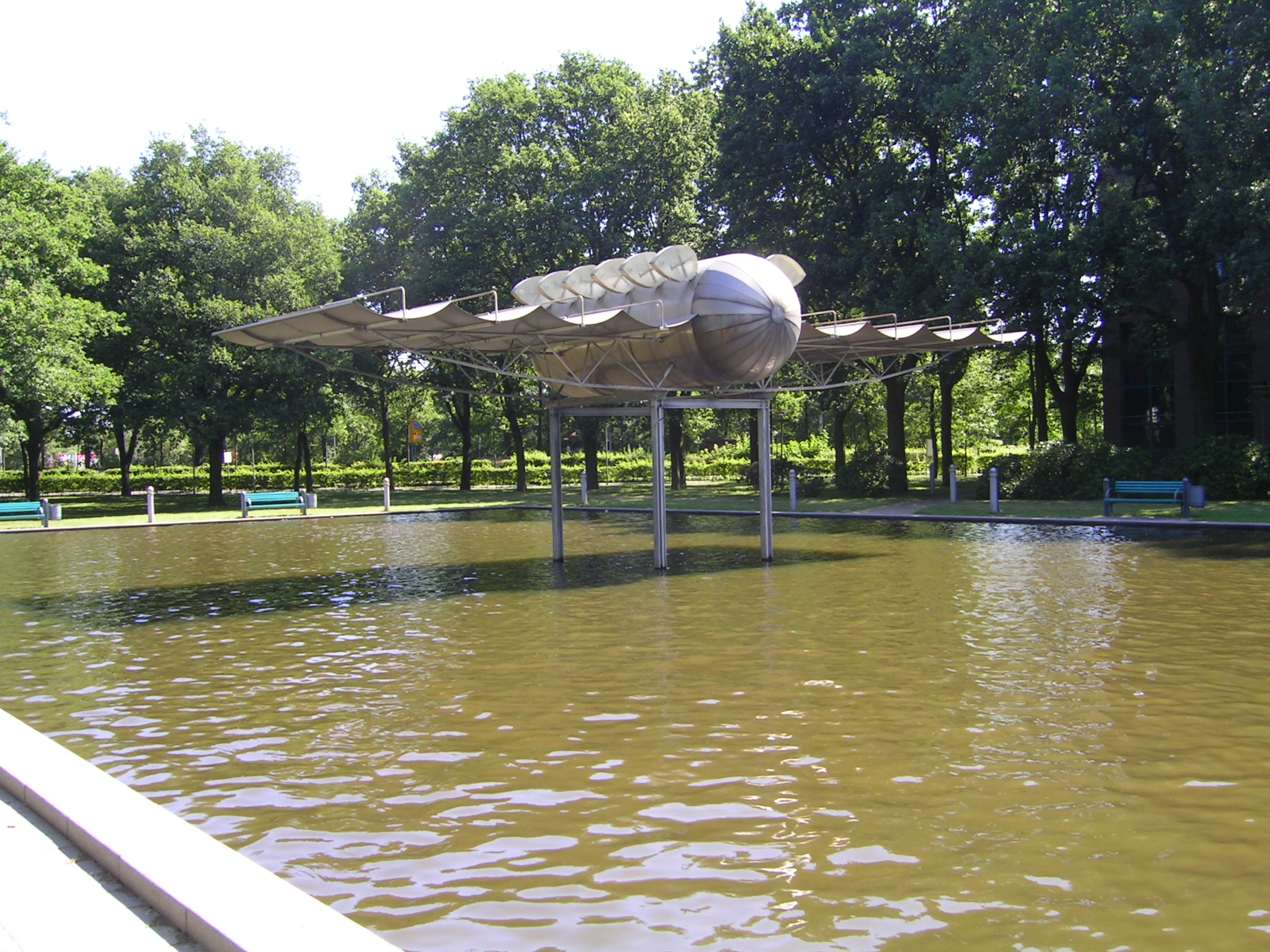
Raumschiff
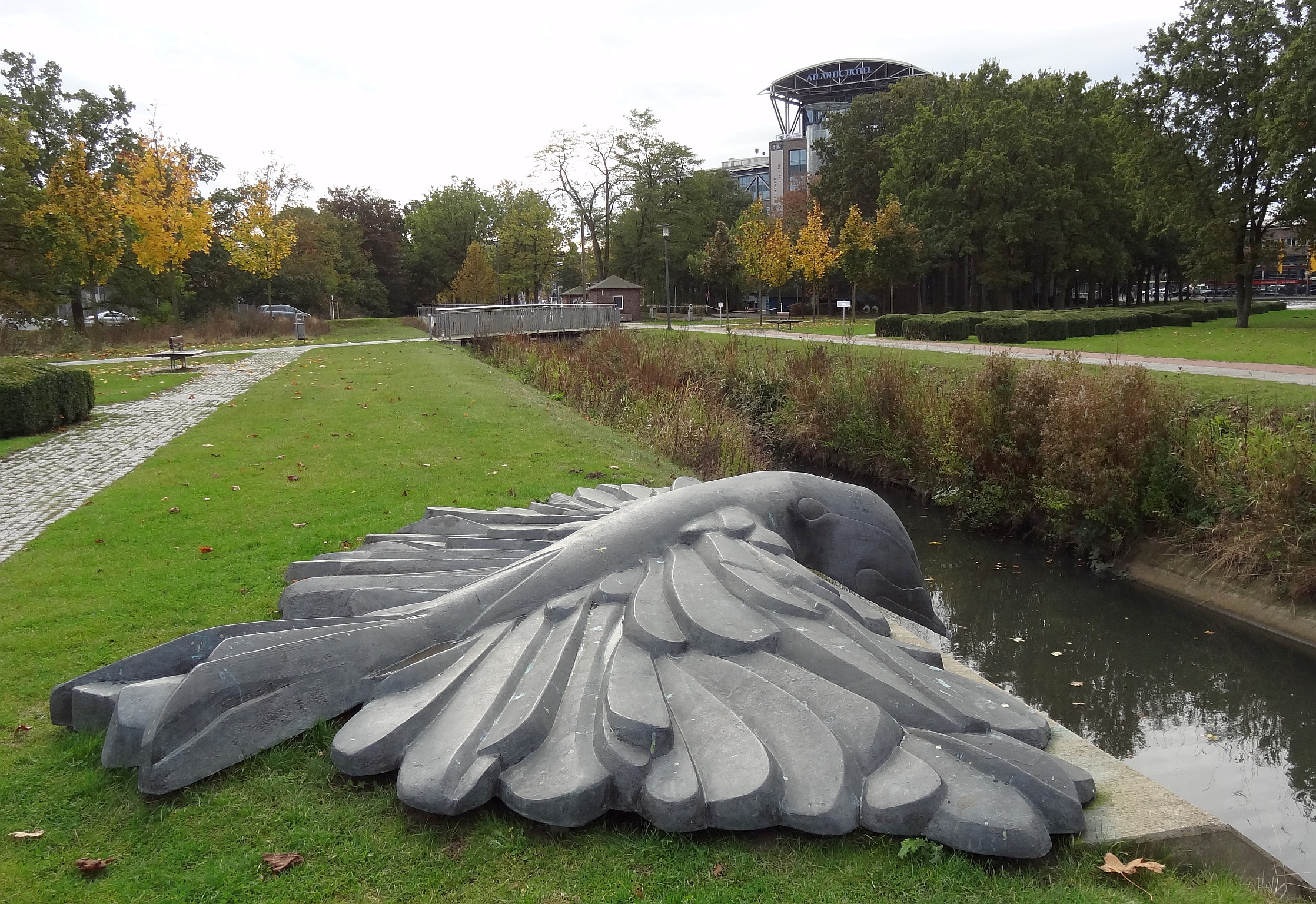
Albatros